# Spartaco Sarno
Spartaco Sarno (Genova, 27 dicembre 1964) è uno scacchista italiano, Maestro Internazionale.

## Biografia
Nato a Genova nel 1964, si trasferisce presto, all'età di 3 anni, a Torino . Il padre Vittorio, diventato socio di lungo corso del Circolo Vaio di Torino, inizia il figlio al gioco degli scacchi.
Candidato Maestro nel 1983 ottiene il titolo di Maestro nel 1985 quando si qualifica alla finale del Campionato italiano di scacchi giungendo 3º nella Semifinale. Nel 1986 ottiene il titolo di Maestro FIDE entrando in graduatoria FIDE con 2400 punti. Ottiene la prima norma di Maestro Internazionale al Torneo Internazionale di Roma vinto da Tony Miles, davanti ad Viswanathan Anand, Evgenij Il'gizovič Bareev e altri Grandi Maestri, pattando con l'ex campione del Mondo Vasilij Smyslov ed entrando nelle primissime posizioni della graduatoria nazionale, questi risultati gli varranno la prima convocazione alle Olimpiadi di Novi Sad nel 1990.
Nel 1991 giunge secondo alla finale del CIA dietro Stefano Tatai, mentre nel 1992 viene promosso Maestro Internazionale, anno in cui vince il torneo di Kragujevac in Serbia, il titolo viene ratificato dalla FIDE nel 1993.
Oltre a numerose vittorie in tornei internazionali, ha difeso varie volte i colori dell'Italia nelle competizioni a squadre, tra cui le olimpiadi degli scacchi  del 1990, 1996, 2004, l'ultima presenza nel 2006 alle Olimpiadi di Torino, dove ha giocato in prima scacchiera nella squadra Italia 3. In totale alle Olimpiadi ha vinto 11 partite, pareggiate 12 e perse 9.
Più volte finalista al Campionato Italiano riesce a ottenere il titolo di campione d'Italia nel 2003 ad Arvier durante il 63º Campionato italiano di scacchi.
Nel 2012 è stato il commentatore ufficiale delle partite del 72º Campionato italiano di scacchi.
Ha raggiunto il proprio record di punti elo nel luglio 1992 e nel gennaio 1997, con 2430 punti, 4° in Italia e 726 al mondo.

## Risultati Recenti
- 2019: in settembre a Rio Marina vince il 41º Campionato Italiano Senories (Over 50) con 8 punti su 9.[3][4]
- 2020: in settembre a Rio Marina vince ancora in Campionato Italiano Seniores con 7,5 punti su 9.[5]
- 2021: in gennaio vince il 50º Festival Weekend Città di Torino, imbattuto con 4,5 punti su 5.[6]